# Execução injusta
Execução injusta é um erro judicial que ocorre quando uma pessoa inocente é condenada à pena de morte e executada. Os casos de execução injusta são citados como argumento pelos opositores da pena de morte, enquanto os proponentes dizem que o argumento da inocência diz respeito à credibilidade do sistema de justiça como um todo e não prejudica apenas o uso da pena de morte.
Há uma série de indivíduos que são considerados vítimas inocentes da pena de morte. As novas provas de DNA disponíveis permitiram a revisão criminal e libertação de mais de 20 condenados no corredor da morte desde 1992 nos Estados Unidos, mas as provas de DNA estão disponíveis apenas numa fração dos casos de pena de morte. Pelo menos 190 pessoas condenadas à morte nos Estados Unidos foram absolvidas e libertadas desde 1973, sendo a má conduta oficial e o perjúrio/acusação falsa as principais causas das suas condenações injustas. O Centro de Informações sobre a Pena de Morte publicou uma lista parcial de execuções injustas que, até ao final de 2020, identificou 20 prisioneiros condenados à morte que foram “executados, mas possivelmente inocentes”.
O assassinato judicial é um tipo de execução injusta.